# Chiesa di San Giuseppe (Castions di Strada)
La chiesa di San Giuseppe Sposo di Maria Vergine, o semplicemente chiesa di San Giuseppe è la parrocchiale di Castions di Strada, in provincia ed arcidiocesi di Udine; fa parte del forania del Friuli Centrale.

## Storia
Da alcuni documenti si desume che una chiesa dedicata a San Giuseppe venne costruita a Castions già nel XV secolo.
L'attuale parrocchiale fu edificata nel 1699 e consacrata nel 1717 dal vescovo coadiutore di Aquileia Daniele Delfino.
Sempre nel XVIII secolo fu eretto il campanile dal capomastro bertiolese Sebastiano Lotti.
Nel 1856 l'edificio fu al centro di un intervento di ampliamento, in seguito al quale, nel 1865, venne riconsacrato dall'arcivescovo di Udine Andrea Casasola.
Nel 2007 la chiesa fu completamente ristrutturata su progetto dell'architetto pordenonese Busetto.

## Descrizione

### Facciata
La facciata a capanna della chiesa è tripartita da quattro paraste d'ordine dorico poggianti su degli alti basamenti e sorreggenti la cornice marcapiano sopra la quale sono presenti quattro piccole lesene, di cui le due centrali dotate di capitelli corinzi e le due esterne di capitelli dorici, a separare le quali vi sono tre archi a tutto sesto, dei quali i due laterali sono ciechi mentre in quello centrale s'apre una finestra semicircolare.

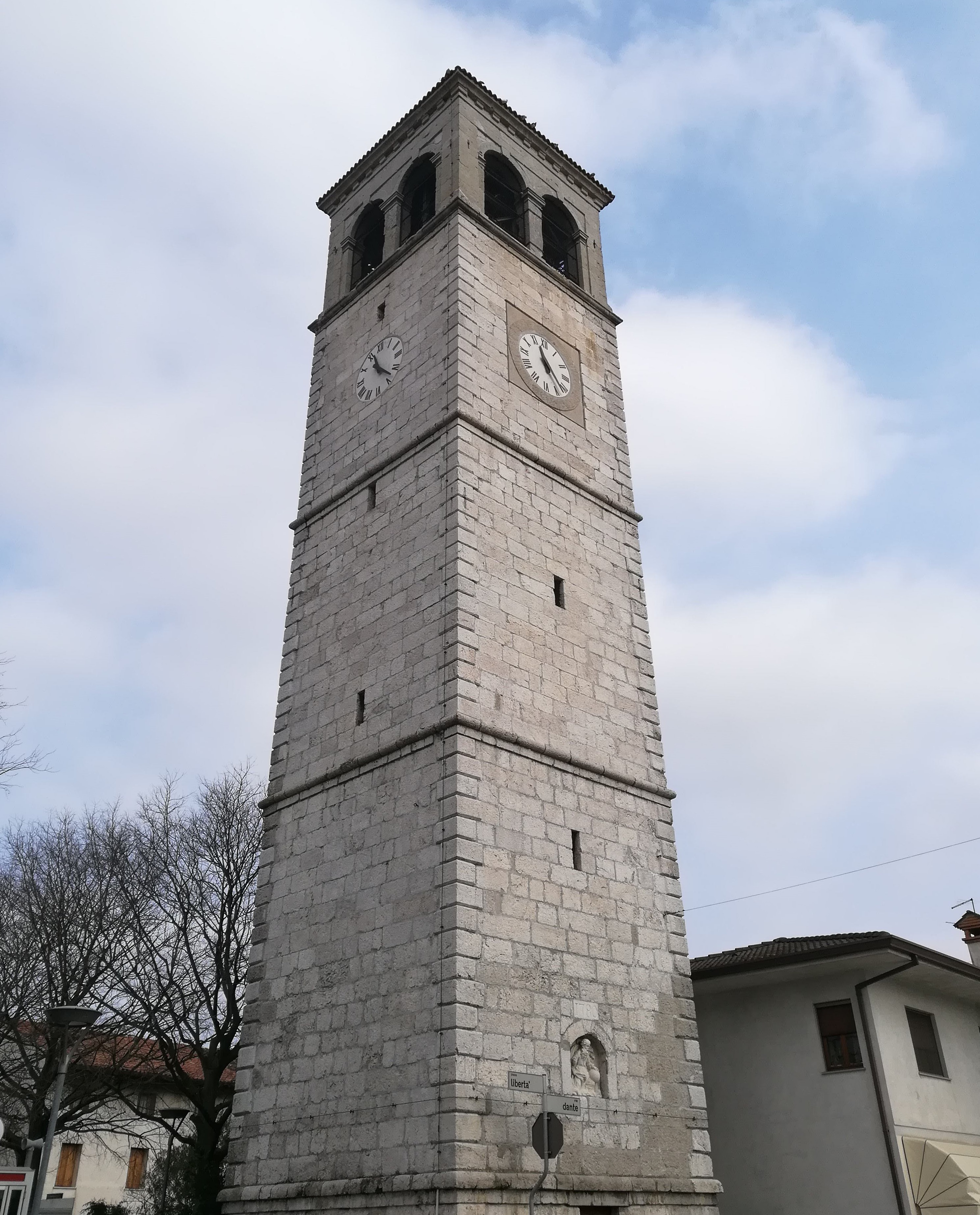
Il campanile

Nella parte centrale vi sono il portale sovrastato da una nicchia, mentre in quelle laterali due nicchie cadauna; in queste cinque nicchie sono ospitate le statue dei Santi Giuseppe, Marco, Matteo, Luca e Giovanni.
A coronare il tutto è il timpano di forma triangolare, dotato di modanature e al centro del quale v'è un oculo.

### Interno
L'interno è ad un'unica navata, caratterizzata dalla volta a capriate, sulla quale s'affacciano le cappelle laterali, ai lati delle quali ci sono delle paraste; al termine dell'aula, che si incrocia con il transetto, vi è il presbiterio, rialzato di tre gradini, caratterizzato da volta a crociera e chiuso dall'abside a tre lati.
Opere di pregio qui conservate sono gli affreschi ritraenti la Sacra Famiglia e  San Carlo Borromeo mentre dà la comunione a San Luigi Gonzaga, eseguiti nel 1907 da Francesco Barazzutti, la pala raffigurante la Madonna del Rosario fra i santi Caterina da Siena e Domenico, dipinta nel XVIII secolo da Giovan Battista Tosolini, l'altare maggiore, proveniente da Venezia, la statua della Madonna del Rosario, scolpita da Vincenzo Luccardi, e quella di San Giuseppe, di Francesco Catone, entrambe ottocentesche.